# Yffiniac
Yffiniac é uma comuna francesa na região administrativa da Bretanha, no departamento Côtes-d'Armor. Estende-se por uma área de 17,46 km². Em 2010 a comuna tinha 5 104 habitantes (densidade: 292,3 hab./km²).